# Павлов, Юрий Михайлович (учёный)
Ю́рий Миха́йлович Па́влов (29 октября 1934, Запорожье, УССР, СССР – 15 февраля 2007, Москва, Россия) — советский и российский философ, политолог и востоковед-индолог, специалист в области религиоведения, социальной философии, антропологии, индийской философии и индуизма, политологии и по влиянию экономики на общественные процессы. Создатель теории мирового политического процесса (теории высшего уровня обобщения международных отношений), выявляющей основные закономерности целостного мира. Доктор философских наук (1984), профессор (1989). Один из авторов «Атеистического словаря», энциклопедий «Человек» и «Философская энциклопедия».

## Биография
Родился 29 октября 1934 года в г. Запорожье в семье Михаила Евсеевича Павлова, одного из первых советских автомобилистов, одного из руководителей Завода имени Лихачёва, одного из создателей советской авиационной промышленности, и Лидии Исааковны Терещенко, сотрудницы предприятия космической техники и одной из создателей Днепрогэс.
В 1951 году окончил мужскую среднюю школу № 69 г. Москвы.
В 1951–1954 годах учился на индийском отделении ближневосточного факультета Московского института востоковедения, в 1954–1956 годах на восточном отделении исторического факультета МГУ имени М. В. Ломоносова.
С октября 1956 года — выпускающий редактор редакции вещания на Индию и Пакистан Государственного комитета по радиовещанию и телевидению Совета министров СССР.
С февраля 1963 года — аспирант кафедры истории и теории научного атеизма философского факультета МГУ имени М. В. Ломоносова, где в 1965 году защитил диссертацию на соискание учёной степени кандидата философских наук по теме «Индуизм, его идеология и социальная роль». В 1984 году защитил диссертацию на соискание учёной степени доктора философских наук по теме «Социально-философские проблемы общественного развития» (специальность 09.00.01 — диалектический и исторический материализм).
С апреля 1965 года преподавал на философском факультете МГУ имени М. В. Ломоносова, где с 1971 года был доцентом, а с 1991 года — профессором. В сентябре 1990 — январе 2002 года — заведующим кафедрой теории мирового политического процесса философского факультета МГУ имени М. В. Ломоносова. В 2002–2007 годах — профессор кафедры теоретической философии.
В 1989 году присвоено учёное звание профессора.
С июня 2003 года — профессор Академии проблем безопасности, обороны и правопорядка.
Президент Московского философского общества.
Член президиума Российского философского общества.
Председатель общества «Знание» МГУ имени М. В. Ломоносова.

## Семья
- Жена – Альбина Алексеевна Здева, кандидат технических наук, специалист в области полупроводников[1].
- Сын – Михаил Юрьевич Павлов (род. 26 мая 1975)[6], российский экономист. В 1996 году окончил бакалавриат и в 1998 году магистратуру экономического факультета МГУ имени М. В. Ломоносова. В 2002 году защитил диссертацию на соискание учёной степени кандидата экономических наук. С 2010 года — доцент кафедры политической экономии экономического факультета МГУ имени М. В. Ломоносова. Заместитель председателя Центра «Экономика знаний и инноваций» кафедры политической экономии экономического факультета МГУ имени М. В. Ломоносова[1][7].

## Научная деятельность
В 1960-х годах Павловым в числе первых был осуществлён широкий подход к рассмотрению индуизма и какое он имеет отношение к философскому мировоззрению. Начиная с 1970-х годов его научная деятельность сосредоточилась вокруг проблем социальной структуры общества, теории мирового политического процесса, а именно дихотомии «конвергенция — дивергенция», проблемы всестороннего, интегрального и комплексного решения вопросов общественного развития, линейного и циклического понимания общественного прогресса, роли духовного и материального факторов в общественном прогрессе, интернационализация процесса, особенностей и закономерностей складывания мирового общества и его целостности, взаимодействие идеологических, политических социальных и экономических процессов, изучение вопросов эффективности развития обществава, роли традиции, соотношения политики и экономики, новых разновидностей империализма и колониализма, роли мировых международных элит. В область его научных интересов также входили  антропология, индийская философия и религия, религиоведение, социальная философия и влияние экономики на процессы в обществе.

## Научные труды

### Монографии
- Павлов Ю. М. Региональная политика капиталистических государств. — М.: Наука, 1970. — 388 с.
- Павлов Ю. М. Социально-философские проблемы общественного развития: (На примере южноазиатского субконтинента). — М.: Издательство МГУ, 1982;
- Павлов Ю. М. Проблема преподавания философии в виртуально-информационном обществе. — М., 1999;
- Религиоведение. Учебное пособие и учебный словарь-минимум. — М., 1998; (в совторстве)
- Павлов Ю. М. Мировая политика и международная экономика: учебное пособие. — М.: Московский психолого-социальный институт: Флинта, 1998. — 110 с. (Библиотека студента / Акад. пед. и социал. наук, Моск. психол.-социал. ин-т). ISBN 5-89502-042-9
- Международные отношения и мировая политика. Учебное пособие. — М.: МНЭПУ, 2001;

### Статьи
- Павлов Ю. М. Социально-философская сущность индуизма // Философские науки. — 1965. — № 6.
- Павлов Ю. М. Д. Чаттопадхьяя. Индийский атеизм. Марксистский анализ. Калькутта, 1969, 328 с. // Вопросы научного атеизма. Вып. 13 / Редкол. А. Ф. Окулов (отв. ред.) и др.; Акад. обществ. наук при ЦК КПСС. Ин-т научного атеизма. — М.: Мысль, 1972. — С. 419—434. — 455 с. — 16 000 экз.
- Павлов Ю. М. Процесс глобализации и проблема сохранения национальной самобытности // Аналитический вестник. Глобализация экономики и альтернативные модели развития. — 1991. — № 6 (137).
- Павлов Ю. М. Тематика курса «Мировой политический процесс» // Вестник МГУ. Серия 12. — 1995. — № 3.;
- Павлов Ю. М. Интеграция и дезинтеграция в мировой политике // Латинская Америка. — 1995. — № 4;
- Павлов Ю. М. Университетская трибуна «Фундаментальные проблемы политической науки» // Вестник МГУ. Сер. 12. — 1996. — № 6;
- Павлов Ю. М. Пространство и время Востока и Запада // Диалог цивилизаций. — М., РУДН, 1997;
- Павлов Ю. М. Пространственно-временное измерение цивилизации человека // Proceedings of the Twentieth Congress of Philosophy. Boston, 1998;
- Павлов Ю. М. Проблема демократии в целостном мировом сообществе государств. // На пути к открытому обществу: Идеи Карла Поппера и современная история. — М., 1998;
- Павлов Ю. М. Стратегия опережающего развития для России XXI века или тигриный прыжок // Стратегия развития. М., 1999;
- Павлов Ю. М. Социальное пространство на пороге III тысячелетия // Вестник РУДН. — 1999. — № 1.;
- Павлов Ю. М. Ревайвализм как фактор религиозной жизни Востока // Мир на пороге XXI века. — М., 2001;
- Павлов Ю. М. Мировой политический процесс: современные тенденции и пути их изучения // Политические науки. — 2001. — № 5.;
- Павлов Ю. М. Роль России и Индии в гармонизации мира. // Россия и Индия – стратегические партнеры. М., 2002;
- Павлов Ю. М. Ревайвализм в жизни современного общества // Аналитический вестник. — М.: Совет Федерации. Федеральное собрание РФ. — 2002. — № 7 (138);
- Павлов Ю. М. Особенности социального пространства мира // Современная российская социология в контексте глобализации и диалога культур. Институт сравнительной социологии РАН. — М., 2003.
- Павлов Ю. М. Функциональное пространство государства. (В соавт.) // Философия и общество. — 2006. — № 4 (44).